# HD 50064
HD 50064 és un estel supergegant blava i una estrella Be situada a la constel·lació de l'Unicorn fàcil de veure amb telescopis petits.

## Característiques físiques
Encara que aparega molt prop del cúmul obert NGC 2301, no pertany a aquest apareixent a prop solament a causa d'efectes de perspectiva i estant en realitat molt més lluny.
Ha estat relativament poc estudiada i ha rebut tipus espectral B6, B9, o B1; els estudis més recents donen una distància per a aquest estel d'almenys 2.900 parsecs (9.500 anys llum), una lluminositat d'aproximadament 1.260.000 vegades la del Sol -convertint-la en una dels estels més lluminosos de la Via Làctia-, un radi 200 major que el solar, i una massa 45 vegades superior a la del nostre estel.
HD 50064 mostra pulsacions amb un període de 37 dies i el seu espectre és molt similar al de variables lluminoses blaves amb pèrdua de massa moderada com per exemple HD 160529, cosa que suggereix que és una variable blava lluminosa observada prement i embolicant-se en un embolcall circumestel·lar.